# Mark I

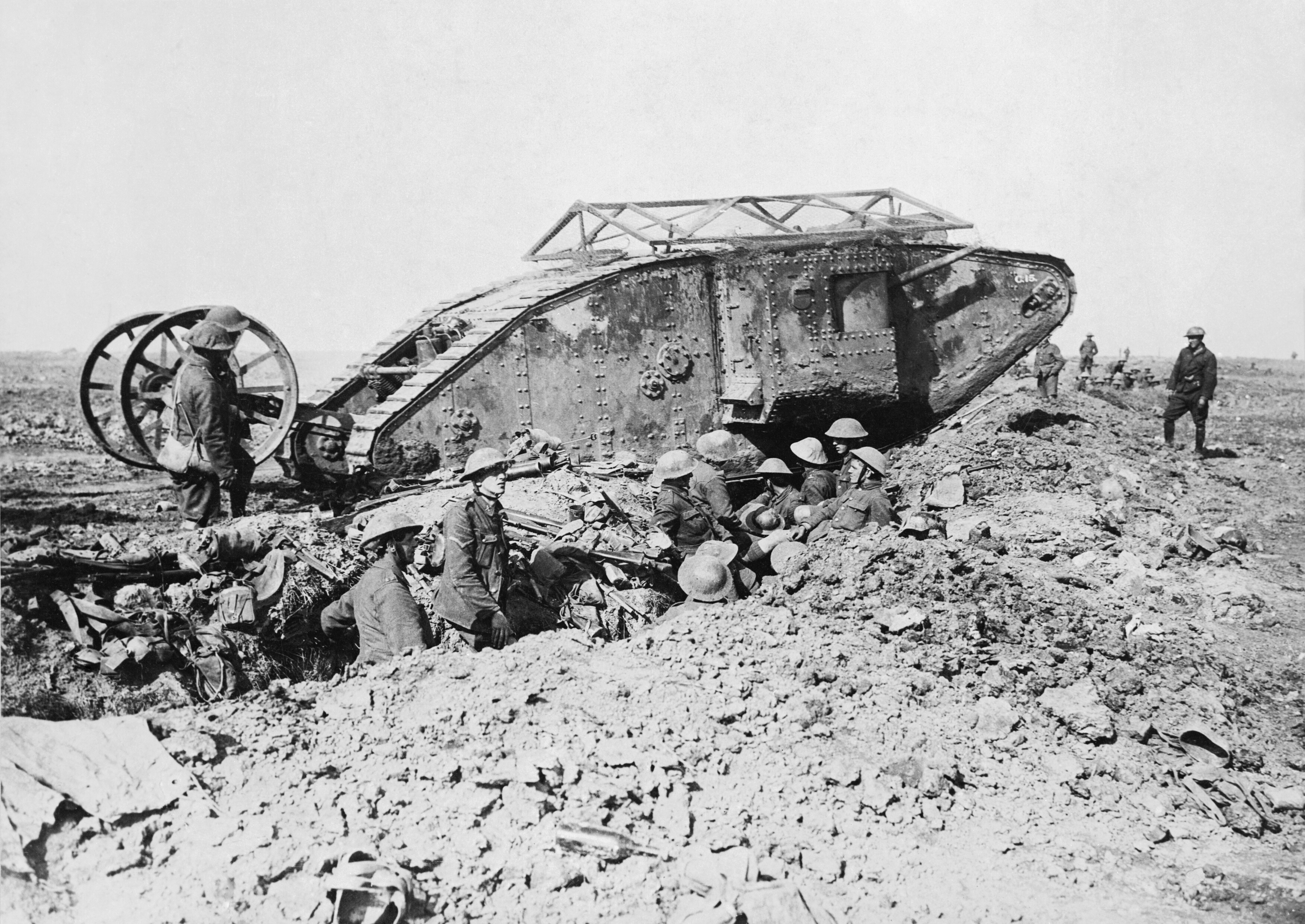
25 septembrie 1916

Britanicul Mark I a fost primul tanc de luptă, apărut în Primul Război Mondial, născut din nevoia de a rupe dominația mitralierelor și a tranșeelor pe câmpurile de luptă. Împreună cu variantele posterioare, este tipul de tanc cel mai reușit din primul război mondial.
Mark I era un vehicul romboidal, cu un centru de greutate jos și foarte lung, care putea să înainteze pe un teren noroios și să traverseze tranșee. Avea două mitraliere detașabile și două puști pentru față și spate.
În interior echipa își împărțea spațiul disponibil cu motorul care emana monoxid de carbon, vapori de combustibil și de ulei, camera având o ventilație insuficientă. Temperatura în interior putea atinge 50 ° C. Au existat cazuri când toată echipa și-a pierdut conștiința sau avea crize violente când respira din nou aer curat.
Mark I avea: 
- o echipă de 8 piloți
- lungime de 8,5 - 9,9 m
- lățime de 4,17m
- înălțime de 2,44 m
- 28 tone greutate
- blindaj de 6-12 mm
- 4 mitraliere versiunea Vickers .303, două de 8 mm
- motor pe benzină
- viteză de 6 km/h
- autonomie de 36 km